# Skaloniezmiennicze przekształcenie cech
Skalo-niezmiennicze przekształcenie cech (Scale-invariant feature transform, w skrócie SIFT)  to algorytm z dziedziny widzenia komputerowego, który wykrywa lokalne cechy w obrazie.
Algorytm został opublikowany przez Davida Lowe'a w 1999 r..
Zastosowania tego algorytmu obejmują rozpoznawania obiektów, budowanie map i nawigację dla robotów, nakładanie i mozaikowanie obrazów, rekonstrukcję 3D, wykrywanie gestów, śledzenie obiektów i dopasowywanie scen w filmach.
Algorytm jest opatentowany w USA a właścicielem jest University of British Columbia.